# Dieter Aderhold
Dieter Aderhold (* 27. November 1939 in Heru-Juu, in der Region Kigoma in Tansania; † 19. Juni 1989) war ein deutscher Politikwissenschaftler, Hochschullehrer und Politiker (SPD), zu dessen Arbeitsgebieten als Kreistagsabgeordneter unter anderem die Medienpolitik und die Haushaltskontrolle gehörten.

## Ausbildung und Beruf
Aderhold wurde am 27. November 1939 in Heru-Juu (im heutigen tansanischen Distrikt Kasulu (TC)) als Sohn der Missionare Elisa Aderhold, geborene Müller, und Friedrich Aderhold geboren. Er war evangelisch und studierte nach dem Abitur 1959 Rechtswissenschaften, Politik- und Volkswirtschaft sowie Philosophie und Geschichte an den Universitäten München, Bonn und Kiel. Er absolvierte 1964 die Erste juristische Staatsprüfung, wurde 1970 zum Dr. jur. promoviert, 1972 in Politologie zum Dr. phil. und legte 1973 die Zweite juristische Staatsprüfung ab. Anschließend war er 1973 bis 1974 als Regierungsrat zur Anstellung im nordrhein-westfälischen Ministerium für Wissenschaft und Forschung tätig und 1975 bis 1980 war er Professor für Politische Wissenschaften an der Universität-Gesamthochschule Siegen. Ab 1980 wirkte er unter anderem als stellvertretendes Mitglied des WDR-Rundfunkrats.

## Partei
Aderhold trat 1960 der SPD bei, wurde Mitglied der SPD-Landesmedienkommission und fungierte 1974 bis 1975 als Vorsitzender des SPD-Unterbezirks Lüdenscheid-Olpe. Er gehörte 1976 bis 1980 dem SPD-Vorstand Westliches Westfalen an.

## Abgeordneter
Dem Landtag von Nordrhein-Westfalen gehörte er vom 24. Juli 1966 bis 25. Juli 1970 und vom 29. Mai 1980 bis zu seinem Tod am 19. Juni 1989 an. Sein Nachfolger war Günter Spangenberg.
Er war 1969 bis 1979 Mitglied im Rat der westfälischen Stadt Kierspe und gehörte 1971 bis 1974 dem Kreistag von Lüdenscheid an, 1972 bis 1974 als SPD-Fraktionsvorsitzender. 1975 wurde er Mitglied im Kreistag des Märkischen Kreises, wo er 1975 bis 1984 Vorsitzender des Sozialausschusses war. 1972 bis 1982 gehörte er dem SPD-Landesausschuss an. Er war zudem Mitglied der Landesmedienkommission.

## Privates
- Dieter Aderhold war seit 1964 mit Gitta Aderhold, geborene Wiegold, verheiratet und hatte einen Sohn (Bernd).

## Auszeichnungen
- 1969: Eiserner Steuergroschen des Bundes der Steuerzahler für Rechnungsprüfungsausschuß Nordrhein-Westfalen
- 1982: Bundesverdienstkreuz

## Veröffentlichungen
- Nichtseßhaftigkeit. 1970.
- Kybernetische Regierungstechnik in der Demokratie (= Deutsches Handbuch der Politik. Band 7), 1973.